# 千葉健太
千葉 健太（ちば けんた、1990年5月20日 - ）は長野県出身の元陸上競技選手。専門は長距離種目。佐久長聖高校、駒澤大学経済学部経済学科卒業。最終所属は富士通陸上競技部。

## 人物･略歴
佐久長聖高校時代は同学年に村澤明伸(東海大学→日清食品グループ)、1学年下には大迫傑(早稲田大学→ナイキ・オレゴン・プロジェクト)など強力なチームメイトがいた。全国高校駅伝には3年連続で出走。1年：2区区間4位→2年：4区区間2位→3年：1区区間2位と毎年好走し、3年時には千葉・村澤・大迫らの活躍で佐久長聖は優勝を果たしている。
駒澤大学の同期には、高校3年時に全国高校駅伝1区で区間賞を争った上野渉のほか、撹上宏光・後藤田健介・久我和弥らがいる。
箱根駅伝では4年連続で山下りの6区を任され、下りが緩やかになる終盤に一気にペースを上げる走りで1年・2年・4年時の3回区間賞を獲得。また、2年時の第87回大会では58分11秒をマークし、10年間破られていなかった金子宣隆（大東文化大学）の区間記録を更新している。4年連続で6区を走り、そのすべてで60分を切る区間記録をマークしているのは千葉・金子・小野田勇次（青山学院大学）・若林陽大（中央大学）の4人のみである。第91回大会から函嶺洞門の閉鎖に伴いコースが変更となったため、千葉の区間記録は参考記録となった。
活躍の場は山下りだけではなく、2010年の関東インカレでは男子2部ハーフマラソンで優勝。翌2011年の関東インカレでも同じく男子2部ハーフマラソンで準優勝と、平地のロードレースでも好成績を収めている。
大学卒業後は富士通に入社。久我和弥とは実業団でも同僚となった。ニューイヤー駅伝への出場はなく、マラソンを中心に活躍。2017年度をもって現役を引退した。

## 自己ベスト
- 5000m：13分51秒70（2010年）
- 10000m：29分30秒45（2011年）
- ハーフマラソン：1時間02分41秒（2012年）
- マラソン：2時間13分53秒（2017年 別府大分毎日マラソン）